# Llista de topònims de Vandellòs i l'Hospitalet de l'Infant
Llista de topònims (noms propis de lloc) del municipi de Vandellòs i l'Hospitalet de l'Infant, al Baix Camp
Informació actualitzada per un bot. Els canvis manuals es perdran quan s'actualitzi!

## avenc
| imatge | Nom                   | Ubicat a                             | instància de | Detalls | coordenades                                                          | Protecció | Commons (més fotos) | Dades a WD                    |
| ------ | --------------------- | ------------------------------------ | ------------ | ------- | -------------------------------------------------------------------- | --------- | ------------------- | ----------------------------- |
|        | avenc de les Tormines | Vandellòs i l'Hospitalet de l'Infant | avenc        |         | 41° 01′ 27″ N, 0° 51′ 51″ E / 41.0242167621888°N,0.864034982358649°E |           |                     | Modifica les dades a Wikidata |
|        | los Avencs            | Vandellòs i l'Hospitalet de l'Infant | avenc        |         | 40° 59′ 38″ N, 0° 51′ 33″ E / 40.9938898443799°N,0.859225048532883°E |           |                     | Modifica les dades a Wikidata |

## cabana
| imatge | Nom                       | Ubicat a                             | instància de | Detalls | coordenades                                                          | Protecció | Commons (més fotos) | Dades a WD                    |
| ------ | ------------------------- | ------------------------------------ | ------------ | ------- | -------------------------------------------------------------------- | --------- | ------------------- | ----------------------------- |
|        | caseta de la Figuerola    | Vandellòs i l'Hospitalet de l'Infant | cabana       |         | 41° 01′ 42″ N, 0° 48′ 50″ E / 41.0283379438958°N,0.813874318818425°E |           |                     | Modifica les dades a Wikidata |
|        | caseta del Mariana Aixaet | Vandellòs i l'Hospitalet de l'Infant | cabana       |         | 40° 56′ 40″ N, 0° 49′ 06″ E / 40.9445206238483°N,0.818411987600861°E |           |                     | Modifica les dades a Wikidata |
|        | caseta del Mariano Atzaet | Vandellòs i l'Hospitalet de l'Infant | cabana       |         | 40° 56′ 41″ N, 0° 49′ 08″ E / 40.944616342368°N,0.81892599784569°E   |           |                     | Modifica les dades a Wikidata |
|        | caseta del Ramon Motarro  | Vandellòs i l'Hospitalet de l'Infant | cabana       |         | 41° 03′ 12″ N, 0° 49′ 01″ E / 41.0533184600104°N,0.81690239233634°E  |           |                     | Modifica les dades a Wikidata |
|        | corral de Ca la Torre     | Vandellòs i l'Hospitalet de l'Infant | cabana       |         | 40° 59′ 44″ N, 0° 49′ 54″ E / 40.9954997537444°N,0.831639422579029°E |           |                     | Modifica les dades a Wikidata |
|        | corral de Carretó         | Vandellòs i l'Hospitalet de l'Infant | cabana       |         | 40° 59′ 16″ N, 0° 48′ 30″ E / 40.9877176288595°N,0.80832263910139°E  |           |                     | Modifica les dades a Wikidata |
|        | corral de Dolors Bonifaci | Vandellòs i l'Hospitalet de l'Infant | cabana       |         | 40° 56′ 59″ N, 0° 49′ 49″ E / 40.9496630992422°N,0.830300990731667°E |           |                     | Modifica les dades a Wikidata |
|        | corral de Garrateó        | Vandellòs i l'Hospitalet de l'Infant | cabana       |         | 40° 59′ 44″ N, 0° 49′ 33″ E / 40.9956353374208°N,0.825928545529271°E |           |                     | Modifica les dades a Wikidata |
|        | corral de Llissares       | Vandellòs i l'Hospitalet de l'Infant | cabana       |         | 41° 00′ 56″ N, 0° 48′ 06″ E / 41.0156688152275°N,0.801783040906907°E |           |                     | Modifica les dades a Wikidata |
|        | corral de Matar           | Vandellòs i l'Hospitalet de l'Infant | cabana       |         | 40° 59′ 59″ N, 0° 51′ 07″ E / 40.9996435381087°N,0.851857763838198°E |           |                     | Modifica les dades a Wikidata |
|        | corral de Pubilleta       | Vandellòs i l'Hospitalet de l'Infant | cabana       |         | 40° 59′ 38″ N, 0° 49′ 38″ E / 40.9939467432955°N,0.827137191540582°E |           |                     | Modifica les dades a Wikidata |
|        | corral de l'Agustinet     | Vandellòs i l'Hospitalet de l'Infant | cabana       |         | 40° 56′ 59″ N, 0° 49′ 37″ E / 40.9497602592291°N,0.826852563901011°E |           |                     | Modifica les dades a Wikidata |
|        | corral de l'Atxeta        | Vandellòs i l'Hospitalet de l'Infant | cabana       |         | 40° 59′ 01″ N, 0° 47′ 21″ E / 40.9835076829652°N,0.789277782702258°E |           |                     | Modifica les dades a Wikidata |
|        | corral de la Torre        | Vandellòs i l'Hospitalet de l'Infant | cabana       |         | 40° 58′ 46″ N, 0° 53′ 24″ E / 40.9794691932172°N,0.88999971830972°E  |           |                     | Modifica les dades a Wikidata |
|        | corral del Cabrer         | Vandellòs i l'Hospitalet de l'Infant | cabana       |         | 40° 57′ 38″ N, 0° 49′ 59″ E / 40.9604495979998°N,0.832941919816686°E |           |                     | Modifica les dades a Wikidata |
|        | corral del Gervasi        | Vandellòs i l'Hospitalet de l'Infant | cabana       |         | 40° 58′ 46″ N, 0° 52′ 36″ E / 40.9793591959288°N,0.876655772035723°E |           |                     | Modifica les dades a Wikidata |
|        | corral del Guirro         | Vandellòs i l'Hospitalet de l'Infant | cabana       |         | 40° 58′ 35″ N, 0° 52′ 25″ E / 40.976265613111°N,0.8737420212671°E    |           |                     | Modifica les dades a Wikidata |
|        | corral del Güiro          | Vandellòs i l'Hospitalet de l'Infant | cabana       |         | 40° 58′ 34″ N, 0° 52′ 25″ E / 40.9761163944537°N,0.873717258662985°E |           |                     | Modifica les dades a Wikidata |
|        | corral del Pauet Santo    | Vandellòs i l'Hospitalet de l'Infant | cabana       |         | 40° 56′ 44″ N, 0° 50′ 44″ E / 40.945473355583°N,0.845596299237951°E  |           |                     | Modifica les dades a Wikidata |
|        | corral del Pinxo          | Vandellòs i l'Hospitalet de l'Infant | cabana       |         | 40° 59′ 36″ N, 0° 49′ 49″ E / 40.993472093635°N,0.83039251824109°E   |           |                     | Modifica les dades a Wikidata |
|        | corral del Porrell        | Vandellòs i l'Hospitalet de l'Infant | cabana       |         | 41° 02′ 32″ N, 0° 49′ 48″ E / 41.04222823759°N,0.83012951095135°E    |           |                     | Modifica les dades a Wikidata |
|        | corral del Sila           | Vandellòs i l'Hospitalet de l'Infant | cabana       |         | 40° 59′ 56″ N, 0° 54′ 27″ E / 40.9988501419257°N,0.907619328704431°E |           |                     | Modifica les dades a Wikidata |
|        | corral del Soler          | Vandellòs i l'Hospitalet de l'Infant | cabana       |         | 40° 58′ 38″ N, 0° 52′ 38″ E / 40.9771525637897°N,0.877154428940332°E |           |                     | Modifica les dades a Wikidata |
|        | l'Alzina de la Viuda      | Vandellòs i l'Hospitalet de l'Infant | cabana       |         | 41° 01′ 55″ N, 0° 49′ 37″ E / 41.0319924533918°N,0.827075711701352°E |           |                     | Modifica les dades a Wikidata |
|        | la Casilla                | Vandellòs i l'Hospitalet de l'Infant | cabana       |         | 41° 01′ 08″ N, 0° 50′ 48″ E / 41.0188128992095°N,0.846644266691477°E |           |                     | Modifica les dades a Wikidata |
|        | lo Maset                  | Vandellòs i l'Hospitalet de l'Infant | cabana       |         | 41° 02′ 02″ N, 0° 49′ 08″ E / 41.0339098532147°N,0.818911945699319°E |           |                     | Modifica les dades a Wikidata |

## cap
| imatge | Nom                      | Ubicat a                                                | instància de | Detalls | coordenades                                        | Protecció | Commons (més fotos) | Dades a WD                    |
| ------ | ------------------------ | ------------------------------------------------------- | ------------ | ------- | -------------------------------------------------- | --------- | ------------------- | ----------------------------- |
|        | Punta de Cala de Oca     | Vandellòs i l'Hospitalet de l'Infant                    | cap          |         | 40° 59′ 00″ N, 0° 56′ 00″ E / 40.98333°N,0.93333°E |           |                     | Modifica les dades a Wikidata |
|        | Punta de Riu de Llastres | Mont-roig del Camp Vandellòs i l'Hospitalet de l'Infant | cap          |         | 40° 59′ 32″ N, 0° 55′ 56″ E / 40.9921°N,0.93233°E  |           |                     | Modifica les dades a Wikidata |

## cementiri
| imatge | Nom                                   | Ubicat a                             | instància de | Detalls | coordenades                                                          | Protecció | Commons (més fotos)    | Dades a WD                    |
| ------ | ------------------------------------- | ------------------------------------ | ------------ | ------- | -------------------------------------------------------------------- | --------- | ---------------------- | ----------------------------- |
|        | cementiri de Vandellòs                | Vandellòs i l'Hospitalet de l'Infant | cementiri    |         | 41° 01′ 18″ N, 0° 49′ 49″ E / 41.021695°N,0.830187°E Vandellòs       |           | Cementiri de Vandellòs | Modifica les dades a Wikidata |
|        | cementiri de l'Hospitalet de l'Infant | Vandellòs i l'Hospitalet de l'Infant | cementiri    |         | 41° 00′ 22″ N, 0° 54′ 26″ E / 41.0061558397745°N,0.907162239232405°E |           |                        | Modifica les dades a Wikidata |

## collada
| imatge | Nom                            | Ubicat a                             | instància de | Detalls | coordenades                                                             | Protecció | Commons (més fotos) | Dades a WD                    |
| ------ | ------------------------------ | ------------------------------------ | ------------ | ------- | ----------------------------------------------------------------------- | --------- | ------------------- | ----------------------------- |
|        | Coll de la Basseta             | Vandellòs i l'Hospitalet de l'Infant | collada      |         | 40° 59′ 12″ N, 0° 49′ 45″ E / 40.9866°N,0.829169°E                      |           |                     | Modifica les dades a Wikidata |
|        | Coll del Corral de Ca la Torre | Vandellòs i l'Hospitalet de l'Infant | collada      |         | 40° 59′ 42″ N, 0° 49′ 54″ E / 40.9949°N,0.831742°E                      |           |                     | Modifica les dades a Wikidata |
|        | Portal de Llèria               | Vandellòs i l'Hospitalet de l'Infant | collada      |         | 40° 59′ 09″ N, 0° 50′ 22″ E / 40.985704°N,0.839562°E 466 msnm           |           |                     | Modifica les dades a Wikidata |
|        | coll de Balaguer               | Vandellòs i l'Hospitalet de l'Infant | collada      |         | 40° 57′ 58″ N, 0° 53′ 08″ E / 40.96611111°N,0.88555556°E 121 121.9 msnm |           |                     | Modifica les dades a Wikidata |
|        | coll de les Portes             | Vandellòs i l'Hospitalet de l'Infant | collada      |         | 41° 00′ 23″ N, 0° 52′ 23″ E / 41.0063°N,0.873028°E                      |           |                     | Modifica les dades a Wikidata |

## cova
| imatge | Nom                   | Ubicat a                             | instància de | Detalls | coordenades                                                            | Protecció | Commons (més fotos) | Dades a WD                    |
| ------ | --------------------- | ------------------------------------ | ------------ | ------- | ---------------------------------------------------------------------- | --------- | ------------------- | ----------------------------- |
|        | Cova Aigua            | Vandellòs i l'Hospitalet de l'Infant | cova         |         | 41° 00′ 31″ N, 0° 52′ 07″ E / 41.0086916519654°N,0.86860329331696°E    |           |                     | Modifica les dades a Wikidata |
|        | cova d'en Tascó       | Vandellòs i l'Hospitalet de l'Infant | cova         |         | 41° 00′ 34″ N, 0° 52′ 15″ E / 41.0095075701579°N,0.870836267774107°E   |           |                     | Modifica les dades a Wikidata |
|        | cova de Balbe         | Vandellòs i l'Hospitalet de l'Infant | cova         |         | 40° 58′ 26″ N, 0° 49′ 43″ E / 40.9739057861888°N,0.828591449877557°E   |           |                     | Modifica les dades a Wikidata |
|        | cova de Nadell        | Vandellòs i l'Hospitalet de l'Infant | cova         |         | 41° 00′ 29″ N, 0° 53′ 19″ E / 41.0079344234021°N,0.888627809643661°E   |           |                     | Modifica les dades a Wikidata |
|        | cova de la Bernada    | Vandellòs i l'Hospitalet de l'Infant | cova         |         | 40° 59′ 07″ N, 0° 50′ 17″ E / 40.9851991797518°N,0.838074807484811°E   |           |                     | Modifica les dades a Wikidata |
|        | cova de la Gralla     | Vandellòs i l'Hospitalet de l'Infant | cova         |         | 40° 58′ 40″ N, 0° 48′ 59″ E / 40.977836788338°N,0.816399014708119°E    |           |                     | Modifica les dades a Wikidata |
|        | cova de la Portadora  | Vandellòs i l'Hospitalet de l'Infant | cova         |         | 41° 02′ 15″ N, 0° 50′ 03″ E / 41.0376187183645°N,0.834075775704327°E   |           |                     | Modifica les dades a Wikidata |
|        | cova de les Cinc Cues | Vandellòs i l'Hospitalet de l'Infant | cova         |         | 41° 02′ 51″ N, 0° 49′ 33″ E / 41.0475242251615°N,0.825815044736057°E   |           |                     | Modifica les dades a Wikidata |
|        | cova del Colom        | Vandellòs i l'Hospitalet de l'Infant | cova         |         | 40° 58′ 37″ N, 0° 48′ 56″ E / 40.9770453061692°N,0.815509979243317°E   |           |                     | Modifica les dades a Wikidata |
|        | cova del Grèvol       | Vandellòs i l'Hospitalet de l'Infant | cova         |         | 40° 59′ 01″ N, 0° 51′ 04″ E / 40.9836774599049°N,0.851104329017436°E   |           |                     | Modifica les dades a Wikidata |
|        | cova del Llop Marí    | Vandellòs i l'Hospitalet de l'Infant | cova         |         | 40° 57′ 51″ N, 0° 53′ 14″ E / 40.964087136205755°N,0.887193845116771°E |           |                     | Modifica les dades a Wikidata |
|        | cova del Mèdico       | Vandellòs i l'Hospitalet de l'Infant | cova         |         | 40° 58′ 45″ N, 0° 49′ 50″ E / 40.9792908876641°N,0.8304353014876°E     |           |                     | Modifica les dades a Wikidata |
|        | cova del Querit       | Vandellòs i l'Hospitalet de l'Infant | cova         |         | 41° 00′ 25″ N, 0° 51′ 49″ E / 41.0068989453382°N,0.863726540451967°E   |           |                     | Modifica les dades a Wikidata |
|        | cova del Tabac        | Vandellòs i l'Hospitalet de l'Infant | cova         |         | 41° 01′ 22″ N, 0° 51′ 00″ E / 41.0228191934112°N,0.849915206195487°E   |           |                     | Modifica les dades a Wikidata |
|        | cova dels Dos Termes  | Vandellòs i l'Hospitalet de l'Infant | cova         |         | 40° 59′ 28″ N, 0° 46′ 37″ E / 40.9911990867529°N,0.777061887970972°E   |           |                     | Modifica les dades a Wikidata |

## curs d'aigua
| imatge | Nom                       | Ubicat a                                                        | instància de | Detalls                     | coordenades                                                                                               | Protecció | Commons (més fotos) | Dades a WD                    |
| ------ | ------------------------- | --------------------------------------------------------------- | ------------ | --------------------------- | --- | --------- | ------------------- | ----------------------------- |
|        | Barranc del Cap del Terme | Vandellòs i l'Hospitalet de l'Infant l'Ametlla de Mar           | curs d'aigua | Desemboca: mar Mediterrània | 2 msnm |           |                     | Modifica les dades a Wikidata |
|        | riu de Llastres           | Vandellòs i l'Hospitalet de l'Infant Pratdip Mont-roig del Camp | curs d'aigua | Desemboca: mar Mediterrània | 41° 02′ 18″ N, 0° 47′ 36″ E / 41.038228°N,0.793463°E 40° 59′ 29″ N, 0° 55′ 54″ E / 40.991492°N,0.931749°E |           | Riu de Llastres     | Modifica les dades a Wikidata |

## edifici
| imatge | Nom                                                                | Ubicat a                             | instància de                    | Detalls                                 | coordenades                                                                                           | Protecció                                            | Commons (més fotos)                | Dades a WD                    |
| ------ | ------------------------------------------------------------------ | ------------------------------------ | ------------------------------- | --------------------------------------- | --- | ---------------------------------------------------- | ---------------------------------- | ----------------------------- |
|        | Boques de les cisternes de l'Almadrava                             | Vandellòs i l'Hospitalet de l'Infant | edifici                         |                                         | 40° 56′ 09″ N, 0° 51′ 25″ E / 40.935951°N,0.857044°E                                                  | bé cultural d'interès local                          |                                    | Modifica les dades a Wikidata |
|        | Centraleta telefònica i magatzem de la central nuclear Vandellòs 1 | Vandellòs i l'Hospitalet de l'Infant | edifici                         |                                         | 40° 57′ 21″ N, 0° 52′ 31″ E / 40.955758°N,0.875222°E                                                  | bé cultural d'interès local                          |                                    | Modifica les dades a Wikidata |
|        | Estació meteorològica de la central nuclear Vandellòs 1            | Vandellòs i l'Hospitalet de l'Infant | edifici                         |                                         | 40° 57′ 10″ N, 0° 52′ 10″ E / 40.952835°N,0.869432°E                                                  | bé cultural d'interès local                          |                                    | Modifica les dades a Wikidata |
|        | Hospital per a vianants de l'Hospitalet de l'Infant                | Vandellòs i l'Hospitalet de l'Infant | edifici antic hospital hospital | Estil: arquitectura gòtica 14th century | 40° 59′ 31″ N, 0° 55′ 19″ E / 40.9919°N,0.921915°E ca:Plaça del Pou, l'Hospitalet de l'Infant 11 msnm | bé d'interès cultural bé cultural d'interès nacional | Hospital de l'Hospitalet de lnfant | Modifica les dades a Wikidata |
|        | Pavelló d'accés de la central nuclear Vandellòs 1                  | Vandellòs i l'Hospitalet de l'Infant | edifici                         |                                         | 40° 57′ 27″ N, 0° 52′ 45″ E / 40.957488°N,0.879053°E                                                  | bé cultural d'interès local                          |                                    | Modifica les dades a Wikidata |
|        | Poblat d'Hifrensa                                                  | Vandellòs i l'Hospitalet de l'Infant | edifici complex d'edificis      |                                         | 40° 59′ 32″ N, 0° 54′ 57″ E / 40.992318°N,0.915752°E                                                  | bé cultural d'interès local                          |                                    | Modifica les dades a Wikidata |

## entitat singular de població
| imatge | Nom                      | Ubicat a                             | instància de                                   | Detalls  | coordenades                                                                | Protecció | Commons (més fotos)                                | Dades a WD                    |
| ------ | ------------------------ | ------------------------------------ | ---------------------------------------------- | -------- | -------------------------------------------------------------------------- | --------- | -------------------------------------------------- | ----------------------------- |
|        | Masboquera               | Vandellòs i l'Hospitalet de l'Infant | entitat singular de població                   | 124 hab  | 41° 01′ 10″ N, 0° 51′ 26″ E / 41.01944°N,0.85722°E 228 msnm                |           | Masboquera                                         | Modifica les dades a Wikidata |
|        | Masriudoms               | Vandellòs i l'Hospitalet de l'Infant | entitat singular de població                   | 118 hab  | 41° 01′ 15″ N, 0° 53′ 03″ E / 41.02083333°N,0.88416667°E 200 msnm          |           | Masriudoms                                         | Modifica les dades a Wikidata |
|        | Vandellòs                | Vandellòs i l'Hospitalet de l'Infant | entitat singular de població capital municipal | 809 hab  | 41° 01′ 09″ N, 0° 49′ 58″ E / 41.01917°N,0.83278°E 280 msnm                |           | Vandellòs                                          | Modifica les dades a Wikidata |
|        | l'Hospitalet de l'Infant | Vandellòs i l'Hospitalet de l'Infant | entitat singular de població                   | 5977 hab | 40° 59′ 29″ N, 0° 55′ 23″ E / 40.99139°N,0.92306°E 9 msnm                  |           | L'Hospitalet de l'Infant                           | Modifica les dades a Wikidata |
|        | l’Almadrava              | Vandellòs i l'Hospitalet de l'Infant | entitat singular de població barri             | 54 hab   | 40° 56′ 11″ N, 0° 51′ 26″ E / 40.936327116229°N,0.85720723533043°E 12 msnm |           | L'Almadrava (Vandellòs i l'Hospitalet de l'Infant) | Modifica les dades a Wikidata |

## església
| imatge | Nom                                   | Ubicat a                             | instància de     | Detalls                     | coordenades                                                                                              | Protecció                                  | Commons (més fotos)                   | Dades a WD                    |
| ------ | ------------------------------------- | ------------------------------------ | ---------------- | --------------------------- | --- | ------------------------------------------ | ------------------------------------- | ----------------------------- |
|        | Ermita de l'Almadrava                 | Vandellòs i l'Hospitalet de l'Infant | església         |                             | 40° 56′ 10″ N, 0° 51′ 22″ E / 40.936086°N,0.856189°E 14 msnm                                             | bé cultural d'interès local                |                                       | Modifica les dades a Wikidata |
|        | Sant Andreu de Vandellós              | Vandellòs i l'Hospitalet de l'Infant | església         | Estil: barroc               | 41° 01′ 12″ N, 0° 49′ 53″ E / 41.02002°N,0.83141°E                                                       | bé cultural d'interès local                | Sant Andreu de Vandellòs              | Modifica les dades a Wikidata |
|        | Sant Jaume de Masriudoms              | Vandellòs i l'Hospitalet de l'Infant | església         | Estil: arquitectura popular | 41° 01′ 14″ N, 0° 53′ 04″ E / 41.0205°N,0.88442°E                                                        | bé cultural d'interès local                | Sant Jaume de Masriudoms              | Modifica les dades a Wikidata |
|        | Sant Martí de cal Ferrer Nou          | Vandellòs i l'Hospitalet de l'Infant | església capella |                             | 41° 00′ 06″ N, 0° 47′ 13″ E / 41.0017733433553°N,0.786871940088826°E ca:Masia de cal Ferrer Nou 458 msnm |                                            |                                       | Modifica les dades a Wikidata |
|        | Sant Pere de l'Hospitalet de l'Infant | Vandellòs i l'Hospitalet de l'Infant | església         |                             | 40° 59′ 28″ N, 0° 55′ 23″ E / 40.991°N,0.92313°E                                                         | bé integrant del patrimoni cultural català | Sant Pere de l'Hospitalet de l'Infant | Modifica les dades a Wikidata |
|        | Santa Isabel                          | Vandellòs i l'Hospitalet de l'Infant | església         |                             | 41° 01′ 13″ N, 0° 51′ 27″ E / 41.0202948030006°N,0.857525524425929°E                                     |                                            |                                       | Modifica les dades a Wikidata |

## estació de ferrocarril
| imatge | Nom                                 | Ubicat a                             | instància de                   | Detalls | coordenades                                                            | Protecció | Commons (més fotos)     | Dades a WD                    |
| ------ | ----------------------------------- | ------------------------------------ | ------------------------------ | ------- | ---------------------------------------------------------------------- | --------- | ----------------------- | ----------------------------- |
|        | Estació de Vandellòs                | Vandellòs i l'Hospitalet de l'Infant | estació de ferrocarril edifici |         | 40° 57′ 12″ N, 0° 51′ 59″ E / 40.95338333°N,0.86640278°E               |           | Vandellós train station | Modifica les dades a Wikidata |
|        | Estació de l'Hospitalet de l'Infant | Vandellòs i l'Hospitalet de l'Infant | estació de ferrocarril         |         | 40° 59′ 58″ N, 0° 54′ 45″ E / 40.99941666666667°N,0.9125°E             |           |                         | Modifica les dades a Wikidata |
|        | Vandellós                           | Vandellòs i l'Hospitalet de l'Infant | estació de ferrocarril         |         | 40° 57′ 12″ N, 0° 51′ 59″ E / 40.95330555555555°N,0.8664722222222222°E |           |                         | Modifica les dades a Wikidata |

## font
| imatge | Nom            | Ubicat a                             | instància de | Detalls | coordenades                                                          | Protecció | Commons (més fotos) | Dades a WD                    |
| ------ | -------------- | ------------------------------------ | ------------ | ------- | -------------------------------------------------------------------- | --------- | ------------------- | ----------------------------- |
|        | font de Llèria | Vandellòs i l'Hospitalet de l'Infant | font         |         | 40° 58′ 56″ N, 0° 50′ 21″ E / 40.9823555334669°N,0.839178024963975°E |           |                     | Modifica les dades a Wikidata |
|        | font del Taix  | Vandellòs i l'Hospitalet de l'Infant | font         |         | 40° 59′ 04″ N, 0° 48′ 48″ E / 40.9844158562575°N,0.813269756068446°E |           |                     | Modifica les dades a Wikidata |

## granja
| imatge | Nom                           | Ubicat a                             | instància de | Detalls | coordenades                                                          | Protecció | Commons (més fotos) | Dades a WD                    |
| ------ | ----------------------------- | ------------------------------------ | ------------ | ------- | -------------------------------------------------------------------- | --------- | ------------------- | ----------------------------- |
|        | Granges del Luciàs del Morell | Vandellòs i l'Hospitalet de l'Infant | granja       |         | 41° 01′ 13″ N, 0° 51′ 42″ E / 41.0202701993537°N,0.86153421919509°E  |           |                     | Modifica les dades a Wikidata |
|        | Granges del Pruners           | Vandellòs i l'Hospitalet de l'Infant | granja       |         | 41° 01′ 07″ N, 0° 51′ 26″ E / 41.0187222838101°N,0.85724351036113°E  |           |                     | Modifica les dades a Wikidata |
|        | Granja de Ca la Torre         | Vandellòs i l'Hospitalet de l'Infant | granja       |         | 41° 01′ 09″ N, 0° 50′ 22″ E / 41.019036342864°N,0.83933491174547°E   |           |                     | Modifica les dades a Wikidata |
|        | Granja de Cal Salvador        | Vandellòs i l'Hospitalet de l'Infant | granja       |         | 41° 01′ 04″ N, 0° 50′ 06″ E / 41.0176849837727°N,0.835002695391631°E |           |                     | Modifica les dades a Wikidata |
|        | Granja del Motarro            | Vandellòs i l'Hospitalet de l'Infant | granja       |         | 41° 01′ 11″ N, 0° 50′ 10″ E / 41.0196350304011°N,0.83619944247551°E  |           |                     | Modifica les dades a Wikidata |
|        | Granja del Patet              | Vandellòs i l'Hospitalet de l'Infant | granja       |         | 41° 01′ 13″ N, 0° 50′ 29″ E / 41.020220119291°N,0.841460705463759°E  |           |                     | Modifica les dades a Wikidata |
|        | Granja del Raimundo Reverter  | Vandellòs i l'Hospitalet de l'Infant | granja       |         | 41° 01′ 20″ N, 0° 49′ 54″ E / 41.0221815330089°N,0.83175126056547°E  |           |                     | Modifica les dades a Wikidata |
|        | Granja del Remígio            | Vandellòs i l'Hospitalet de l'Infant | granja       |         | 41° 00′ 59″ N, 0° 51′ 30″ E / 41.0164262535631°N,0.858257429953313°E |           |                     | Modifica les dades a Wikidata |

## jaciment arqueològic
| imatge | Nom                        | Ubicat a                             | instància de                                | Detalls | coordenades                                                         | Protecció                                                                                        | Commons (més fotos) | Dades a WD                    |
| ------ | -------------------------- | ------------------------------------ | ------------------------------------------- | ------- | ------------------------------------------------------------------- | ------------------------------------------------------------------------------------------------ | ------------------- | ----------------------------- |
|        | Balma d'en Roc             | Vandellòs i l'Hospitalet de l'Infant | jaciment arqueològic gruta amb art rupestre |         | 40° 59′ 45″ N, 0° 48′ 15″ E / 40.9957°N,0.8043°E                    | bé d'interès cultural lloc component de Patrimoni de la Humanitat bé cultural d'interès nacional |                     | Modifica les dades a Wikidata |
|        | Cova d'en Carles           | Vandellòs i l'Hospitalet de l'Infant | jaciment arqueològic gruta amb art rupestre |         | 40° 59′ 27″ N, 0° 48′ 20″ E / 40.99072°N,0.80568°E                  | bé cultural d'interès nacional                                                                   |                     | Modifica les dades a Wikidata |
|        | Cova del Racó d'en Perdigó | Vandellòs i l'Hospitalet de l'Infant | jaciment arqueològic gruta amb art rupestre |         | 40° 59′ 38″ N, 0° 48′ 17″ E / 40.993869°N,0.804649°E                | bé d'interès cultural lloc component de Patrimoni de la Humanitat bé cultural d'interès nacional |                     | Modifica les dades a Wikidata |
|        | Poblat ibèric de Genessies | Vandellòs i l'Hospitalet de l'Infant | jaciment arqueològic                        |         | 41° 00′ 32″ N, 0° 48′ 13″ E / 41.0088402071315°N,0.80361536184934°E |                                                                                                  |                     | Modifica les dades a Wikidata |
|        | cova de l'Escoda           | Vandellòs i l'Hospitalet de l'Infant | jaciment arqueològic gruta amb art rupestre |         | 40° 59′ 29″ N, 0° 48′ 16″ E / 40.991394°N,0.804312°E                | bé d'interès cultural lloc component de Patrimoni de la Humanitat bé cultural d'interès nacional |                     | Modifica les dades a Wikidata |

## masia
| imatge | Nom                           | Ubicat a                             | instància de | Detalls                     | coordenades                                                                   | Protecció                   | Commons (més fotos) | Dades a WD                    |
| ------ | ----------------------------- | ------------------------------------ | ------------ | --------------------------- | ----------------------------------------------------------------------------- | --------------------------- | ------------------- | ----------------------------- |
|        | Ca la Rosalia                 | Vandellòs i l'Hospitalet de l'Infant | masia        |                             | 41° 01′ 44″ N, 0° 49′ 58″ E / 41.0288282840366°N,0.832674990286734°E          |                             |                     | Modifica les dades a Wikidata |
|        | Cal Casat                     | Vandellòs i l'Hospitalet de l'Infant | masia        |                             | 40° 58′ 48″ N, 0° 50′ 23″ E / 40.9798889332455°N,0.839733986651561°E          |                             |                     | Modifica les dades a Wikidata |
|        | Cal Ferrer Nou                | Vandellòs i l'Hospitalet de l'Infant | masia        | Estil: arquitectura popular | 41° 00′ 07″ N, 0° 47′ 14″ E / 41.002°N,0.787212°E                             | bé cultural d'interès local |                     | Modifica les dades a Wikidata |
|        | Cal Mianet                    | Vandellòs i l'Hospitalet de l'Infant | masia        |                             | 41° 01′ 29″ N, 0° 49′ 09″ E / 41.0248600412309°N,0.819044194239524°E          |                             |                     | Modifica les dades a Wikidata |
|        | Cal Patet                     | Vandellòs i l'Hospitalet de l'Infant | masia        |                             | 41° 02′ 08″ N, 0° 49′ 47″ E / 41.0355726625478°N,0.829693918779281°E          |                             |                     | Modifica les dades a Wikidata |
|        | Caseta d'en Joan Pacana       | Vandellòs i l'Hospitalet de l'Infant | masia        |                             | 40° 56′ 46″ N, 0° 51′ 06″ E / 40.9460164835945°N,0.851530271569389°E          |                             |                     | Modifica les dades a Wikidata |
|        | Caseta de Ca la Llet          | Vandellòs i l'Hospitalet de l'Infant | masia        |                             | 40° 57′ 00″ N, 0° 49′ 00″ E / 40.9499025869937°N,0.816749748555133°E          |                             |                     | Modifica les dades a Wikidata |
|        | Caseta de Cal Callat          | Vandellòs i l'Hospitalet de l'Infant | masia        |                             | 41° 00′ 49″ N, 0° 50′ 51″ E / 41.0135171363602°N,0.84763731703094°E           |                             |                     | Modifica les dades a Wikidata |
|        | Caseta de Camil               | Vandellòs i l'Hospitalet de l'Infant | masia        |                             | 40° 59′ 48″ N, 0° 50′ 56″ E / 40.9967417503939°N,0.848884747139297°E          |                             |                     | Modifica les dades a Wikidata |
|        | Caseta de Jaume Correu        | Vandellòs i l'Hospitalet de l'Infant | masia        |                             | 40° 56′ 41″ N, 0° 50′ 29″ E / 40.9445860999693°N,0.841503049777936°E          |                             |                     | Modifica les dades a Wikidata |
|        | Caseta de Marcelino Castí     | Vandellòs i l'Hospitalet de l'Infant | masia        |                             | 40° 57′ 35″ N, 0° 49′ 52″ E / 40.9596306950508°N,0.831067606960838°E          |                             |                     | Modifica les dades a Wikidata |
|        | Caseta de Pere Bou            | Vandellòs i l'Hospitalet de l'Infant | masia        |                             | 40° 59′ 49″ N, 0° 50′ 50″ E / 40.9968652697821°N,0.847299540334512°E          |                             |                     | Modifica les dades a Wikidata |
|        | Caseta de Pistolet            | Vandellòs i l'Hospitalet de l'Infant | masia        |                             | 40° 56′ 55″ N, 0° 49′ 56″ E / 40.9486737519796°N,0.832293584908136°E          |                             |                     | Modifica les dades a Wikidata |
|        | Caseta de Secundino           | Vandellòs i l'Hospitalet de l'Infant | masia        |                             | 40° 56′ 37″ N, 0° 50′ 31″ E / 40.9436108932704°N,0.841855551057894°E          |                             |                     | Modifica les dades a Wikidata |
|        | Caseta de l'Amador            | Vandellòs i l'Hospitalet de l'Infant | masia        |                             | 40° 56′ 31″ N, 0° 50′ 39″ E / 40.9419091758029°N,0.8442986021191°E            |                             |                     | Modifica les dades a Wikidata |
|        | Caseta de l'Arboç             | Vandellòs i l'Hospitalet de l'Infant | masia        |                             | 40° 59′ 04″ N, 0° 48′ 52″ E / 40.9843760574084°N,0.814495366243999°E          |                             |                     | Modifica les dades a Wikidata |
|        | Caseta del Borrasset          | Vandellòs i l'Hospitalet de l'Infant | masia        |                             | 40° 57′ 26″ N, 0° 49′ 32″ E / 40.957353345564°N,0.82563543864664°E            |                             |                     | Modifica les dades a Wikidata |
|        | Caseta del Bòria              | Vandellòs i l'Hospitalet de l'Infant | masia        |                             | 41° 00′ 24″ N, 0° 48′ 39″ E / 41.00661493531°N,0.810936886644°E               |                             |                     | Modifica les dades a Wikidata |
|        | Caseta del Capblanc           | Vandellòs i l'Hospitalet de l'Infant | masia        |                             | 40° 56′ 56″ N, 0° 49′ 42″ E / 40.9488511487525°N,0.828319862910133°E          |                             |                     | Modifica les dades a Wikidata |
|        | Caseta del Castellví          | Vandellòs i l'Hospitalet de l'Infant | masia        |                             | 40° 56′ 45″ N, 0° 50′ 06″ E / 40.9458310184159°N,0.834881274548866°E          |                             |                     | Modifica les dades a Wikidata |
|        | Caseta del Cinto              | Vandellòs i l'Hospitalet de l'Infant | masia        |                             | 40° 56′ 43″ N, 0° 50′ 22″ E / 40.9453397836168°N,0.839423366355889°E          |                             |                     | Modifica les dades a Wikidata |
|        | Caseta del Cisco de la Marina | Vandellòs i l'Hospitalet de l'Infant | masia        |                             | 40° 59′ 13″ N, 0° 49′ 16″ E / 40.9868906412555°N,0.821235337648154°E          |                             |                     | Modifica les dades a Wikidata |
|        | Caseta del Dugues             | Vandellòs i l'Hospitalet de l'Infant | masia        |                             | 40° 57′ 17″ N, 0° 49′ 47″ E / 40.9547210742937°N,0.829600673613968°E          |                             |                     | Modifica les dades a Wikidata |
|        | Caseta del Freixes            | Vandellòs i l'Hospitalet de l'Infant | masia        |                             | 40° 56′ 30″ N, 0° 49′ 49″ E / 40.9417115582781°N,0.830406928464917°E          |                             |                     | Modifica les dades a Wikidata |
|        | Caseta del Genessies          | Vandellòs i l'Hospitalet de l'Infant | masia        |                             | 40° 56′ 44″ N, 0° 50′ 09″ E / 40.9455531325865°N,0.835911983795363°E          |                             |                     | Modifica les dades a Wikidata |
|        | Caseta del Griva              | Vandellòs i l'Hospitalet de l'Infant | masia        |                             | 40° 56′ 53″ N, 0° 48′ 59″ E / 40.948172054775°N,0.81643299679277°E            |                             |                     | Modifica les dades a Wikidata |
|        | Caseta del Guerxo             | Vandellòs i l'Hospitalet de l'Infant | masia        |                             | 40° 56′ 32″ N, 0° 50′ 03″ E / 40.9422871134146°N,0.834189306506249°E          |                             |                     | Modifica les dades a Wikidata |
|        | Caseta del Jaume Capdamunt    | Vandellòs i l'Hospitalet de l'Infant | masia        |                             | 40° 56′ 39″ N, 0° 50′ 08″ E / 40.944096917862°N,0.835591289238085°E           |                             |                     | Modifica les dades a Wikidata |
|        | Caseta del Mariana            | Vandellòs i l'Hospitalet de l'Infant | masia        |                             | 40° 56′ 32″ N, 0° 49′ 52″ E / 40.94224684926°N,0.831090252909994°E            |                             |                     | Modifica les dades a Wikidata |
|        | Caseta del Minguet            | Vandellòs i l'Hospitalet de l'Infant | masia        |                             | 40° 56′ 33″ N, 0° 50′ 47″ E / 40.9426148252836°N,0.846390089740226°E          |                             |                     | Modifica les dades a Wikidata |
|        | Caseta del Paco Bou           | Vandellòs i l'Hospitalet de l'Infant | masia        |                             | 40° 57′ 40″ N, 0° 49′ 27″ E / 40.9609983028768°N,0.824297507060855°E          |                             |                     | Modifica les dades a Wikidata |
|        | Caseta del Pena               | Vandellòs i l'Hospitalet de l'Infant | masia        |                             | 40° 56′ 40″ N, 0° 50′ 04″ E / 40.9444691375414°N,0.834308055387381°E          |                             |                     | Modifica les dades a Wikidata |
|        | Caseta del Sabata             | Vandellòs i l'Hospitalet de l'Infant | masia        |                             | 40° 56′ 43″ N, 0° 50′ 03″ E / 40.945168606756°N,0.834142641850384°E           |                             |                     | Modifica les dades a Wikidata |
|        | Mas Valentí                   | Vandellòs i l'Hospitalet de l'Infant | masia        |                             | 41° 01′ 15″ N, 0° 49′ 09″ E / 41.0209537690215°N,0.819196904801371°E          |                             |                     | Modifica les dades a Wikidata |
|        | Mas d'Atzaet                  | Vandellòs i l'Hospitalet de l'Infant | masia        |                             | 41° 01′ 15″ N, 0° 48′ 12″ E / 41.02088164355°N,0.80332866300063°E             |                             |                     | Modifica les dades a Wikidata |
|        | Mas d'Ezequiel                | Vandellòs i l'Hospitalet de l'Infant | masia        |                             | 41° 01′ 01″ N, 0° 49′ 03″ E / 41.0170108102909°N,0.817412362836798°E          |                             |                     | Modifica les dades a Wikidata |
|        | Mas de Barceló                | Vandellòs i l'Hospitalet de l'Infant | masia        |                             | 41° 00′ 04″ N, 0° 47′ 10″ E / 41.0010451042712°N,0.786004612725783°E          |                             |                     | Modifica les dades a Wikidata |
|        | Mas de Castellnou             | Vandellòs i l'Hospitalet de l'Infant | masia        |                             | 41° 03′ 09″ N, 0° 49′ 30″ E / 41.0524915928342°N,0.825092204691666°E          |                             |                     | Modifica les dades a Wikidata |
|        | Mas de Cuqui                  | Vandellòs i l'Hospitalet de l'Infant | masia        |                             | 40° 56′ 54″ N, 0° 49′ 52″ E / 40.9483518956315°N,0.830985446095892°E          |                             |                     | Modifica les dades a Wikidata |
|        | Mas de Fornteuler             | Vandellòs i l'Hospitalet de l'Infant | masia        |                             | 41° 01′ 06″ N, 0° 50′ 09″ E / 41.0183777567684°N,0.835919509039549°E          |                             |                     | Modifica les dades a Wikidata |
|        | Mas de Genessies              | Vandellòs i l'Hospitalet de l'Infant | masia        | Estil: arquitectura popular | 41° 00′ 54″ N, 0° 47′ 46″ E / 41.0149°N,0.79621°E                             | bé cultural d'interès local |                     | Modifica les dades a Wikidata |
|        | Mas de Jaume Cantina          | Vandellòs i l'Hospitalet de l'Infant | masia        |                             | 41° 03′ 31″ N, 0° 48′ 56″ E / 41.0586597379754°N,0.815476240475701°E          |                             |                     | Modifica les dades a Wikidata |
|        | Mas de Mauro                  | Vandellòs i l'Hospitalet de l'Infant | masia        |                             | 40° 57′ 01″ N, 0° 49′ 04″ E / 40.9503555841435°N,0.817839682974797°E          |                             |                     | Modifica les dades a Wikidata |
|        | Mas de Paco el Bou            | Vandellòs i l'Hospitalet de l'Infant | masia        |                             | 41° 00′ 48″ N, 0° 50′ 39″ E / 41.0132922229119°N,0.844279318273395°E          |                             |                     | Modifica les dades a Wikidata |
|        | Mas de l'Abeller              | Vandellòs i l'Hospitalet de l'Infant | masia        |                             | 41° 00′ 56″ N, 0° 52′ 43″ E / 41.0154361461829°N,0.878743767704231°E          |                             |                     | Modifica les dades a Wikidata |
|        | Mas de l'Abundi               | Vandellòs i l'Hospitalet de l'Infant | masia        |                             | 41° 01′ 48″ N, 0° 48′ 38″ E / 41.0301371651478°N,0.810436714302075°E          |                             |                     | Modifica les dades a Wikidata |
|        | Mas de l'Alzina               | Vandellòs i l'Hospitalet de l'Infant | masia        |                             | 41° 01′ 58″ N, 0° 49′ 29″ E / 41.0328299739022°N,0.824681037148576°E          |                             |                     | Modifica les dades a Wikidata |
|        | Mas de l'Antònia              | Vandellòs i l'Hospitalet de l'Infant | masia        |                             | 40° 59′ 04″ N, 0° 47′ 26″ E / 40.984414896757°N,0.790554969361085°E           |                             |                     | Modifica les dades a Wikidata |
|        | Mas de l'Arturo               | Vandellòs i l'Hospitalet de l'Infant | masia        |                             | 41° 00′ 45″ N, 0° 51′ 27″ E / 41.0124020640363°N,0.85740082645056°E           |                             |                     | Modifica les dades a Wikidata |
|        | Mas de l'Assistent            | Vandellòs i l'Hospitalet de l'Infant | masia        | Estat: ruïnós               | 40° 59′ 09″ N, 0° 49′ 09″ E / 40.9858539210827°N,0.819284408884181°E 445 msnm |                             |                     | Modifica les dades a Wikidata |
|        | Mas de l'Esquerrer            | Vandellòs i l'Hospitalet de l'Infant | masia        |                             | 41° 01′ 11″ N, 0° 51′ 37″ E / 41.0195964619261°N,0.860176461208927°E          |                             |                     | Modifica les dades a Wikidata |
|        | Mas de l'Isidret              | Vandellòs i l'Hospitalet de l'Infant | masia        |                             | 41° 02′ 41″ N, 0° 49′ 28″ E / 41.0447135274792°N,0.824360957847715°E          |                             |                     | Modifica les dades a Wikidata |
|        | Mas de la Figuerola           | Vandellòs i l'Hospitalet de l'Infant | masia        |                             | 41° 01′ 48″ N, 0° 48′ 47″ E / 41.029861202178°N,0.812979399114982°E           |                             |                     | Modifica les dades a Wikidata |
|        | Mas de la Molella             | Vandellòs i l'Hospitalet de l'Infant | masia        |                             | 41° 02′ 31″ N, 0° 48′ 57″ E / 41.04183373848°N,0.81571805024632°E             |                             |                     | Modifica les dades a Wikidata |
|        | Mas de la Prunera             | Vandellòs i l'Hospitalet de l'Infant | masia        |                             | 41° 02′ 00″ N, 0° 49′ 00″ E / 41.0333085155305°N,0.816647928368363°E          |                             |                     | Modifica les dades a Wikidata |
|        | Mas del Cota                  | Vandellòs i l'Hospitalet de l'Infant | masia        |                             | 41° 01′ 39″ N, 0° 52′ 40″ E / 41.027514251975°N,0.877725637881681°E           |                             |                     | Modifica les dades a Wikidata |
|        | Mas del Culleró               | Vandellòs i l'Hospitalet de l'Infant | masia        |                             | 40° 58′ 55″ N, 0° 47′ 16″ E / 40.9818476270328°N,0.787728649439045°E          |                             |                     | Modifica les dades a Wikidata |
|        | Mas del Domènec               | Vandellòs i l'Hospitalet de l'Infant | masia        |                             | 41° 00′ 54″ N, 0° 49′ 24″ E / 41.0149169182001°N,0.823379870325259°E          |                             |                     | Modifica les dades a Wikidata |
|        | Mas del General               | Vandellòs i l'Hospitalet de l'Infant | masia        |                             | 40° 59′ 44″ N, 0° 47′ 32″ E / 40.9955167384282°N,0.792217062965014°E          |                             |                     | Modifica les dades a Wikidata |
|        | Mas del Gil                   | Vandellòs i l'Hospitalet de l'Infant | masia        |                             | 41° 00′ 50″ N, 0° 50′ 54″ E / 41.0138068492874°N,0.848198684714444°E          |                             |                     | Modifica les dades a Wikidata |
|        | Mas del Guerxo                | Vandellòs i l'Hospitalet de l'Infant | masia        |                             | 40° 56′ 51″ N, 0° 50′ 18″ E / 40.947608679645°N,0.838410877117362°E           |                             |                     | Modifica les dades a Wikidata |
|        | Mas del Mauro                 | Vandellòs i l'Hospitalet de l'Infant | masia        |                             | 40° 59′ 48″ N, 0° 54′ 48″ E / 40.9966286224569°N,0.913265392018674°E          |                             |                     | Modifica les dades a Wikidata |
|        | Mas del Mistu                 | Vandellòs i l'Hospitalet de l'Infant | masia        |                             | 41° 01′ 17″ N, 0° 52′ 29″ E / 41.0213967438097°N,0.874710978654101°E          |                             |                     | Modifica les dades a Wikidata |
|        | Mas del Motarro               | Vandellòs i l'Hospitalet de l'Infant | masia        |                             | 41° 03′ 08″ N, 0° 48′ 38″ E / 41.0522968788311°N,0.810534734783583°E          |                             |                     | Modifica les dades a Wikidata |
|        | Mas del Pantoni               | Vandellòs i l'Hospitalet de l'Infant | masia        |                             | 41° 01′ 11″ N, 0° 51′ 05″ E / 41.0197006083501°N,0.851253516791327°E          |                             |                     | Modifica les dades a Wikidata |
|        | Mas del Pau Cafè              | Vandellòs i l'Hospitalet de l'Infant | masia        |                             | 41° 02′ 27″ N, 0° 49′ 35″ E / 41.0409138298345°N,0.826342009642499°E          |                             |                     | Modifica les dades a Wikidata |
|        | Mas del Pep                   | Vandellòs i l'Hospitalet de l'Infant | masia        |                             | 41° 00′ 42″ N, 0° 51′ 33″ E / 41.0117165936139°N,0.859289982302381°E          |                             |                     | Modifica les dades a Wikidata |
|        | Mas del Repau                 | Vandellòs i l'Hospitalet de l'Infant | masia        |                             | 41° 00′ 57″ N, 0° 52′ 29″ E / 41.015918004891°N,0.87484532348308°E            |                             |                     | Modifica les dades a Wikidata |
|        | Mas del Soler                 | Vandellòs i l'Hospitalet de l'Infant | masia        |                             | 40° 58′ 58″ N, 0° 52′ 59″ E / 40.9828617860518°N,0.882950026643852°E          |                             |                     | Modifica les dades a Wikidata |
|        | Mas del Vaquer                | Vandellòs i l'Hospitalet de l'Infant | masia        |                             | 40° 58′ 35″ N, 0° 52′ 18″ E / 40.976473892198°N,0.871614013842252°E           |                             |                     | Modifica les dades a Wikidata |
|        | Mas del Vinet                 | Vandellòs i l'Hospitalet de l'Infant | masia        |                             | 41° 00′ 42″ N, 0° 50′ 56″ E / 41.0115841540375°N,0.848794253833252°E          |                             |                     | Modifica les dades a Wikidata |
|        | Mas del Xalapa                | Vandellòs i l'Hospitalet de l'Infant | masia        |                             | 40° 59′ 02″ N, 0° 53′ 15″ E / 40.9838637192867°N,0.88748232817558°E           |                             |                     | Modifica les dades a Wikidata |
|        | Mas del Xato                  | Vandellòs i l'Hospitalet de l'Infant | masia        |                             | 40° 58′ 42″ N, 0° 53′ 15″ E / 40.9782358615563°N,0.887578773099432°E          |                             |                     | Modifica les dades a Wikidata |
|        | Mas del Xotet                 | Vandellòs i l'Hospitalet de l'Infant | masia        |                             | 41° 01′ 00″ N, 0° 51′ 33″ E / 41.0166118690678°N,0.859036301073215°E          |                             |                     | Modifica les dades a Wikidata |
|        | Masos de l'Abeller            | Vandellòs i l'Hospitalet de l'Infant | masia        |                             | 40° 59′ 48″ N, 0° 52′ 56″ E / 40.9965656393674°N,0.882166689098276°E          |                             |                     | Modifica les dades a Wikidata |
|        | Navaes                        | Vandellòs i l'Hospitalet de l'Infant | masia        |                             | 40° 59′ 27″ N, 0° 50′ 11″ E / 40.990883278287°N,0.836421143138°E              |                             |                     | Modifica les dades a Wikidata |

## monument
| imatge | Nom                                                                 | Ubicat a                             | instància de | Detalls                                                             | coordenades                                                             | Protecció | Commons (més fotos)                      | Dades a WD                    |
| ------ | ------------------------------------------------------------------- | ------------------------------------ | ------------ | ------------------------------------------------------------------- | ----------------------------------------------------------------------- | --------- | ---------------------------------------- | ----------------------------- |
|        | Monument als donants de sang a Vandellòs i l'Hospitalet de l'Infant | Vandellòs i l'Hospitalet de l'Infant | monument     | Creador: Ramon Duran Calero 2007-11-12 Anomenat per: donant de sang | 40° 59′ 37″ N, 0° 55′ 15″ E / 40.993566666666666°N,0.9207166666666668°E |           |                                          | Modifica les dades a Wikidata |
|        | Monument als donants de sang a Vandellós                            | Vandellòs                            | monument     | Creador: Ramon Duran Calero 2006-11-10 Anomenat per: donant de sang | 41° 01′ 15″ N, 0° 49′ 53″ E / 41.02088333333333°N,0.8315166666666667°E  |           | Monument als donants de sang a Vandellós | Modifica les dades a Wikidata |

## muntanya
| imatge | Nom                  | Ubicat a                                     | instància de | Detalls | coordenades                                                             | Protecció | Commons (més fotos)                                       | Dades a WD                    |
| ------ | -------------------- | -------------------------------------------- | ------------ | ------- | ----------------------------------------------------------------------- | --------- | --------------------------------------------------------- | ----------------------------- |
|        | Cabeça Negra         | Vandellòs i l'Hospitalet de l'Infant         | muntanya     |         | 40° 59′ 06″ N, 0° 49′ 43″ E / 40.98501556°N,0.82850278°E 686.6 msnm     |           |                                                           | Modifica les dades a Wikidata |
|        | Mola de Genessies    | Tivissa Vandellòs i l'Hospitalet de l'Infant | muntanya     |         | 41° 00′ 59″ N, 0° 47′ 08″ E / 41.0162924783°N,0.785434472003°E 711 msnm |           | Mola de Genessies                                         | Modifica les dades a Wikidata |
|        | Mola de Nadell       | Vandellòs i l'Hospitalet de l'Infant         | muntanya     |         | 41° 00′ 20″ N, 0° 52′ 51″ E / 41.0055°N,0.880761°E 581.5 msnm           |           |                                                           | Modifica les dades a Wikidata |
|        | Mola de la Viuda     | Pratdip Vandellòs i l'Hospitalet de l'Infant | muntanya     |         | 41° 02′ 16″ N, 0° 50′ 14″ E / 41.0377°N,0.837192°E 593.1 msnm           |           |                                                           | Modifica les dades a Wikidata |
|        | Mola del Grèvol      | Vandellòs i l'Hospitalet de l'Infant         | muntanya     |         | 40° 59′ 10″ N, 0° 51′ 17″ E / 40.98615°N,0.85466944°E 611.5 msnm        |           |                                                           | Modifica les dades a Wikidata |
|        | Mola del Guirro      | Vandellòs i l'Hospitalet de l'Infant         | muntanya     |         | 41° 01′ 36″ N, 0° 48′ 23″ E / 41.0268°N,0.806431°E 526.1 msnm           |           |                                                           | Modifica les dades a Wikidata |
|        | Mola del Pi          | Vandellòs i l'Hospitalet de l'Infant         | muntanya     |         | 40° 58′ 40″ N, 0° 51′ 06″ E / 40.9778°N,0.851758°E 538.5 msnm           |           |                                                           | Modifica les dades a Wikidata |
|        | Moleta de Fatxes     | Vandellòs i l'Hospitalet de l'Infant         | muntanya     |         | 41° 02′ 04″ N, 0° 48′ 21″ E / 41.03438611°N,0.80570278°E 617.6 msnm     |           |                                                           | Modifica les dades a Wikidata |
|        | Moleta de l'Amunt    | Vandellòs i l'Hospitalet de l'Infant         | muntanya     |         | 40° 58′ 09″ N, 0° 49′ 12″ E / 40.9692°N,0.819867°E 586.1 msnm           |           |                                                           | Modifica les dades a Wikidata |
|        | Molló Puntaire       | Vandellòs i l'Hospitalet de l'Infant         | muntanya     |         | 40° 59′ 26″ N, 0° 50′ 52″ E / 40.9906241809°N,0.847835490761°E 727 msnm |           | Molló Puntaire                                            | Modifica les dades a Wikidata |
|        | Punta de l'Atzavara  | Vandellòs i l'Hospitalet de l'Infant         | muntanya     |         | 41° 01′ 48″ N, 0° 46′ 43″ E / 41.0301°N,0.778478°E 742.8 msnm           |           |                                                           | Modifica les dades a Wikidata |
|        | Punta de les Rovires | Vandellòs i l'Hospitalet de l'Infant         | muntanya     |         | 40° 58′ 52″ N, 0° 48′ 19″ E / 40.98113889°N,0.80540556°E 652.4 msnm     |           |                                                           | Modifica les dades a Wikidata |
|        | Punta del Forat      | Vandellòs i l'Hospitalet de l'Infant         | muntanya     |         | 40° 58′ 47″ N, 0° 47′ 57″ E / 40.97979444°N,0.79903333°E 658.6 msnm     |           |                                                           | Modifica les dades a Wikidata |
|        | Punta del Pallars    | Vandellòs i l'Hospitalet de l'Infant         | muntanya     |         | 41° 00′ 45″ N, 0° 52′ 26″ E / 41.012469°N,0.873881°E 551 msnm           |           |                                                           | Modifica les dades a Wikidata |
|        | Roca de la Tormina   | Vandellòs i l'Hospitalet de l'Infant         | muntanya     |         | 41° 01′ 32″ N, 0° 51′ 37″ E / 41.02563889°N,0.86036111°E 313.6 msnm     |           |                                                           | Modifica les dades a Wikidata |
|        | Tossal de l'Alzina   | Vandellòs i l'Hospitalet de l'Infant         | muntanya     |         | 40° 58′ 05″ N, 0° 48′ 34″ E / 40.968088°N,0.809551°E 697 msnm           |           | Tossal de l'Alzina (Vandellòs i l'Hospitalet de l'Infant) | Modifica les dades a Wikidata |
|        | el Gall              | Vandellòs i l'Hospitalet de l'Infant         | muntanya     |         | 40° 57′ 41″ N, 0° 50′ 41″ E / 40.96134722°N,0.84463333°E 354.2 msnm     |           |                                                           | Modifica les dades a Wikidata |
|        | el Torn              | Vandellòs i l'Hospitalet de l'Infant         | muntanya     |         | 40° 57′ 57″ N, 0° 53′ 00″ E / 40.9657461416°N,0.883354759262°E 152 msnm |           |                                                           | Modifica les dades a Wikidata |
|        | la Molella           | Vandellòs i l'Hospitalet de l'Infant         | muntanya     |         | 41° 02′ 10″ N, 0° 49′ 00″ E / 41.03613889°N,0.81655278°E 538.1 msnm     |           |                                                           | Modifica les dades a Wikidata |
|        | la Portella          | Vandellòs i l'Hospitalet de l'Infant         | muntanya     |         | 40° 59′ 31″ N, 0° 51′ 11″ E / 40.99194444°N,0.85305556°E 722 msnm       |           |                                                           | Modifica les dades a Wikidata |
|        | les Moles            | Vandellòs i l'Hospitalet de l'Infant         | muntanya     |         | 40° 58′ 58″ N, 0° 49′ 25″ E / 40.9828°N,0.823736°E 714.3 msnm           |           |                                                           | Modifica les dades a Wikidata |
|        | punta de Jovara      | Tivissa Vandellòs i l'Hospitalet de l'Infant | muntanya     |         | 41° 01′ 44″ N, 0° 46′ 50″ E / 41.0288°N,0.780642°E 764.8 msnm           |           | Punta de Jovara                                           | Modifica les dades a Wikidata |

## nucli de població
| imatge | Nom        | Ubicat a                             | instància de      | Detalls | coordenades                                                         | Protecció | Commons (més fotos) | Dades a WD                    |
| ------ | ---------- | ------------------------------------ | ----------------- | ------- | ------------------------------------------------------------------- | --------- | ------------------- | ----------------------------- |
|        | Castelló   | Vandellòs i l'Hospitalet de l'Infant | nucli de població |         | 41° 00′ 39″ N, 0° 50′ 56″ E / 41.010931858158°N,0.84884526095053°E  |           |                     | Modifica les dades a Wikidata |
|        | Fatxes     | Vandellòs i l'Hospitalet de l'Infant | nucli de població | 0 hab   | 41° 01′ 56″ N, 0° 47′ 46″ E / 41.03222°N,0.79611°E                  |           | Fatges              | Modifica les dades a Wikidata |
|        | Gavadà     | Vandellòs i l'Hospitalet de l'Infant | nucli de població |         | 41° 00′ 09″ N, 0° 47′ 06″ E / 41.002514709488°N,0.78491575835216°E  |           |                     | Modifica les dades a Wikidata |
|        | Remullà    | Vandellòs i l'Hospitalet de l'Infant | nucli de població |         | 41° 01′ 59″ N, 0° 49′ 53″ E / 41.033124149819°N,0.83146962895128°E  |           |                     | Modifica les dades a Wikidata |
|        | el Calamar | Vandellòs i l'Hospitalet de l'Infant | nucli de població |         | 40° 58′ 56″ N, 0° 54′ 03″ E / 40.98216773984°N,0.90089001685282°E   |           |                     | Modifica les dades a Wikidata |
|        | l'Arenal   | Vandellòs i l'Hospitalet de l'Infant | nucli de població |         | 40° 59′ 23″ N, 0° 54′ 49″ E / 40.989606786578°N,0.91373001343623°E  |           |                     | Modifica les dades a Wikidata |
|        | l'Infant   | Vandellòs i l'Hospitalet de l'Infant | nucli de població |         | 40° 59′ 52″ N, 0° 55′ 14″ E / 40.9976714601747°N,0.92062736314602°E |           |                     | Modifica les dades a Wikidata |

## península
| imatge | Nom                  | Ubicat a                             | instància de | Detalls | coordenades                                                        | Protecció | Commons (més fotos) | Dades a WD                    |
| ------ | -------------------- | ------------------------------------ | ------------ | ------- | ------------------------------------------------------------------ | --------- | ------------------- | ----------------------------- |
|        | Cabo del Term        | Vandellòs i l'Hospitalet de l'Infant | península    |         | 40° 56′ 00″ N, 0° 52′ 00″ E / 40.933333333333°N,0.86666666666667°E |           |                     | Modifica les dades a Wikidata |
|        | Punta de Cala de Bea | Vandellòs i l'Hospitalet de l'Infant | península    |         | 40° 58′ 38″ N, 0° 54′ 15″ E / 40.977222222222°N,0.90416666666667°E |           |                     | Modifica les dades a Wikidata |

## platja
| imatge | Nom                                       | Ubicat a                             | instància de                  | Detalls                  | coordenades                                                            | Protecció | Commons (més fotos)                                          | Dades a WD                    |
| ------ | ----------------------------------------- | ------------------------------------ | ----------------------------- | ------------------------ | ---------------------------------------------------------------------- | --------- | ------------------------------------------------------------ | ----------------------------- |
|        | Cala Ronyosa                              | Vandellòs i l'Hospitalet de l'Infant | platja                        |                          | 40° 56′ 45″ N, 0° 51′ 39″ E / 40.945732°N,0.860817°E                   |           | Cala Ronyosa                                                 | Modifica les dades a Wikidata |
|        | cala Justell                              | Vandellòs i l'Hospitalet de l'Infant | platja codolar platja nudista | Llarg: 170m Ample: 80m   | 40° 57′ 32″ N, 0° 52′ 48″ E / 40.958999999808°N,0.87989999955983°E     |           | Cala Justell                                                 | Modifica les dades a Wikidata |
|        | platja de l'Almadrava                     | Vandellòs i l'Hospitalet de l'Infant | platja                        | Llarg: 1200m Ample: 60m  | 40° 56′ 20″ N, 0° 51′ 28″ E / 40.938999999758°N,0.85770000041869°E     |           | Platja de l'Almadrava (Vandellòs i l'Hospitalet de l'Infant) | Modifica les dades a Wikidata |
|        | platja de l'Arenal                        | Vandellòs i l'Hospitalet de l'Infant | platja platja urbana          | Llarg: 2200m Ample: 60m  | 40° 59′ 12″ N, 0° 54′ 52″ E / 40.986800000139°N,0.91440000016735°E     |           | Platja de l'Arenal (l'Hospitalet de l'Infant)                | Modifica les dades a Wikidata |
|        | platja de la Cala Bea                     | Vandellòs i l'Hospitalet de l'Infant | platja platja nudista         |                          | 40° 58′ 37″ N, 0° 54′ 08″ E / 40.97692811995017°N,0.9023382884998404°E |           |                                                              | Modifica les dades a Wikidata |
|        | platja de la Cova del Llop Marí           | Vandellòs i l'Hospitalet de l'Infant | platja                        |                          | 40° 57′ 53″ N, 0° 53′ 15″ E / 40.96468312515139°N,0.8876156015958744°E |           |                                                              | Modifica les dades a Wikidata |
|        | platja de la Punta del Riu                | Vandellòs i l'Hospitalet de l'Infant | platja platja urbana          | Llarg: 220m Ample: 80m   | 40° 59′ 29″ N, 0° 55′ 51″ E / 40.991299999913°N,0.93090000018452°E     |           |                                                              | Modifica les dades a Wikidata |
|        | platja de la central nuclear de Vandellòs | Vandellòs i l'Hospitalet de l'Infant | platja                        |                          | 40° 57′ 04″ N, 0° 52′ 22″ E / 40.95122837662714°N,0.8727712532163602°E |           |                                                              | Modifica les dades a Wikidata |
|        | platja del Torn                           | Vandellòs i l'Hospitalet de l'Infant | platja platja nudista         | Llarg: 1400m Ample: 100m | 40° 58′ 13″ N, 0° 53′ 36″ E / 40.970199999966°N,0.89340000022717°E     |           | Platja del Torn                                              | Modifica les dades a Wikidata |

## pont
| imatge | Nom                      | Ubicat a                             | instància de | Detalls | coordenades                                                          | Protecció | Commons (més fotos) | Dades a WD                    |
| ------ | ------------------------ | ------------------------------------ | ------------ | ------- | -------------------------------------------------------------------- | --------- | ------------------- | ----------------------------- |
|        | Pas del Garrofer         | Vandellòs i l'Hospitalet de l'Infant | pont         |         | 40° 56′ 32″ N, 0° 50′ 27″ E / 40.9421251248327°N,0.840917998203356°E |           |                     | Modifica les dades a Wikidata |
|        | Pont de Catanell         | Vandellòs i l'Hospitalet de l'Infant | pont         |         | 40° 59′ 40″ N, 0° 46′ 53″ E / 40.9945815501759°N,0.781513266349099°E |           |                     | Modifica les dades a Wikidata |
|        | Pont de la Batalla       | Vandellòs i l'Hospitalet de l'Infant | pont         |         | 40° 57′ 20″ N, 0° 52′ 17″ E / 40.9555638708077°N,0.871406836752741°E |           |                     | Modifica les dades a Wikidata |
|        | Pont de la Gallina       | Vandellòs i l'Hospitalet de l'Infant | pont         |         | 41° 01′ 15″ N, 0° 49′ 24″ E / 41.0207432618078°N,0.823306906722766°E |           |                     | Modifica les dades a Wikidata |
|        | Pont del Mosqueta        | Vandellòs i l'Hospitalet de l'Infant | pont         |         | 41° 02′ 46″ N, 0° 49′ 03″ E / 41.0459792294386°N,0.817466312716008°E |           |                     | Modifica les dades a Wikidata |
|        | Pont del Riu de Llastres | Vandellòs i l'Hospitalet de l'Infant | pont         |         | 41° 01′ 33″ N, 0° 54′ 12″ E / 41.0258131374003°N,0.90337595561748°E  |           |                     | Modifica les dades a Wikidata |
|        | Pont dels Dos Ulls       | Vandellòs i l'Hospitalet de l'Infant | pont         |         | 40° 57′ 32″ N, 0° 52′ 42″ E / 40.958905935596°N,0.8782621910227°E    |           |                     | Modifica les dades a Wikidata |

## serra
| imatge | Nom                      | Ubicat a                                     | instància de | Detalls | coordenades                                                         | Protecció | Commons (més fotos) | Dades a WD                    |
| ------ | ------------------------ | -------------------------------------------- | ------------ | ------- | ------------------------------------------------------------------- | --------- | ------------------- | ----------------------------- |
|        | L'Espelta                | Vandellòs i l'Hospitalet de l'Infant         | serra        |         | 41° 00′ 06″ N, 0° 53′ 31″ E / 41.0017°N,0.891844°E 295.2 msnm       |           |                     | Modifica les dades a Wikidata |
|        | Los Dedalts              | Vandellòs i l'Hospitalet de l'Infant         | serra        |         | 41° 00′ 05″ N, 0° 50′ 35″ E / 41.0013°N,0.843067°E 728 msnm         |           | Los Dedalts         | Modifica les dades a Wikidata |
|        | Moles del Taix           | Vandellòs i l'Hospitalet de l'Infant Tivissa | serra        |         | 40° 58′ 49″ N, 0° 49′ 16″ E / 40.9802°N,0.821197°E 714.3 msnm       |           |                     | Modifica les dades a Wikidata |
|        | Serra de Santa Marina    | Pratdip Vandellòs i l'Hospitalet de l'Infant | serra        |         | 41° 01′ 47″ N, 0° 50′ 59″ E / 41.0297°N,0.849617°E 593.1 msnm       |           |                     | Modifica les dades a Wikidata |
|        | Serra de l'Esteve        | Tivissa Vandellòs i l'Hospitalet de l'Infant | serra        |         | 40° 57′ 55″ N, 0° 47′ 12″ E / 40.96520833°N,0.78678611°E 586.3 msnm |           |                     | Modifica les dades a Wikidata |
|        | Serra de la Mar          | Tivissa Vandellòs i l'Hospitalet de l'Infant | serra        |         | 40° 56′ 52″ N, 0° 47′ 05″ E / 40.9477°N,0.784655°E 697 msnm         |           | Serra de la Mar     | Modifica les dades a Wikidata |
|        | los Borjos               | Tivissa Vandellòs i l'Hospitalet de l'Infant | serra        |         | 41° 01′ 58″ N, 0° 46′ 25″ E / 41.03266667°N,0.773525°E 764.8 msnm   |           |                     | Modifica les dades a Wikidata |
|        | serra del Coll de Fatxes | Tivissa Vandellòs i l'Hospitalet de l'Infant | serra        |         | 41° 02′ 29″ N, 0° 48′ 04″ E / 41.0414°N,0.801197°E 578.5 msnm       |           |                     | Modifica les dades a Wikidata |

## torre de defensa
| imatge | Nom                       | Ubicat a                             | instància de     | Detalls                     | coordenades                                                            | Protecció                      | Commons (més fotos)          | Dades a WD                    |
| ------ | ------------------------- | ------------------------------------ | ---------------- | --------------------------- | ---------------------------------------------------------------------- | ------------------------------ | ---------------------------- | ----------------------------- |
|        | Torre de Gavadà           | Vandellòs i l'Hospitalet de l'Infant | torre de defensa |                             | 41° 00′ 11″ N, 0° 47′ 15″ E / 41.003°N,0.787637°E                      | bé cultural d'interès nacional | Torre de Gavadà              | Modifica les dades a Wikidata |
|        | Torre de Masriudoms       | Vandellòs i l'Hospitalet de l'Infant | torre de defensa |                             | 41° 01′ 21″ N, 0° 53′ 08″ E / 41.022575°N,0.885462°E                   | bé cultural d'interès nacional | Torre de Masriudoms          | Modifica les dades a Wikidata |
|        | Torre de la Casa la Torre | Vandellòs i l'Hospitalet de l'Infant | torre de defensa | Estil: arquitectura popular | 41° 01′ 10″ N, 0° 49′ 54″ E / 41.0195°N,0.831757°E                     | bé cultural d'interès nacional | Torre de la Casa de la Torre | Modifica les dades a Wikidata |
|        | Torre del Torn            | Vandellòs i l'Hospitalet de l'Infant | torre de defensa |                             | 40° 57′ 59″ N, 0° 53′ 27″ E / 40.96643634152242°N,0.8909669629576533°E | bé cultural d'interès nacional | Torre del Torn               | Modifica les dades a Wikidata |

## vèrtex geodèsic
| imatge | Nom               | Ubicat a                             | instància de    | Detalls    | coordenades                                                       | Protecció | Commons (més fotos) | Dades a WD                    |
| ------ | ----------------- | ------------------------------------ | --------------- | ---------- | ----------------------------------------------------------------- | --------- | ------------------- | ----------------------------- |
|        | La Portellada     | Vandellòs i l'Hospitalet de l'Infant | vèrtex geodèsic | Alt: 1.2m  | 40° 59′ 48″ N, 0° 51′ 44″ E / 40.996558°N,0.862116°E 722.385 msnm |           |                     | Modifica les dades a Wikidata |
|        | Mola de Chinesias | Vandellòs i l'Hospitalet de l'Infant | vèrtex geodèsic | Alt: 1.2m  | 41° 00′ 59″ N, 0° 47′ 08″ E / 41.016271°N,0.785433°E 711.066 msnm |           |                     | Modifica les dades a Wikidata |
|        | Puntaire          | Vandellòs i l'Hospitalet de l'Infant | vèrtex geodèsic | Alt: 1.05m | 40° 59′ 26″ N, 0° 50′ 52″ E / 40.990622°N,0.847847°E 728.119 msnm |           |                     | Modifica les dades a Wikidata |
|        | Torn              | Vandellòs i l'Hospitalet de l'Infant | vèrtex geodèsic | Alt: 1.2m  | 40° 57′ 57″ N, 0° 53′ 00″ E / 40.965707°N,0.883392°E 153.056 msnm |           |                     | Modifica les dades a Wikidata |
|        | Tossa Alsina      | Vandellòs i l'Hospitalet de l'Infant | vèrtex geodèsic | Alt: 1.2m  | 40° 58′ 05″ N, 0° 48′ 35″ E / 40.968065°N,0.80963°E 696.956 msnm  |           |                     | Modifica les dades a Wikidata |

## Misc
| imatge | Nom                                                     | Ubicat a                                                | instància de                                                          | Detalls                                                             | coordenades                                                                      | Protecció                                  | Commons (més fotos)                                     | Dades a WD                    |
| ------ | ------------------------------------------------------- | ------------------------------------------------------- | --------------------------------------------------------------------- | ------------------------------------------------------------------- | -------------------------------------------------------------------------------- | ------------------------------------------ | ------------------------------------------------------- | ----------------------------- |
|        | Búnquer al coll de Balaguer                             | Vandellòs i l'Hospitalet de l'Infant                    | búnquer                                                               | Estil: arquitectura popular                                         | 40° 57′ 54″ N, 0° 52′ 16″ E / 40.965°N,0.87117°E                                 | bé cultural d'interès local                | Búnquer al coll de Balaguer                             | Modifica les dades a Wikidata |
|        | Cap de Santes Creus-Litoral meridional tarragoní        | Cambrils l'Hospitalet de l'Infant l'Ametlla de Mar      | àrea protegida                                                        | 1992 Superfície: 4700.91776ha                                       | 40° 51′ 35″ N, 0° 46′ 38″ E / 40.859837°N,0.777134°E                             |                                            | Cap de Santes Creus                                     | Modifica les dades a Wikidata |
|        | Casa de la vila de Vandellòs i l'Hospitalet de l'Infant | Vandellòs i l'Hospitalet de l'Infant                    | casa consistorial                                                     |                                                                     | 41° 01′ 12″ N, 0° 49′ 53″ E / 41.019917°N,0.831507°E ca:Plaça de l'Ajuntament, 6 |                                            | Casa de la vila de Vandellòs i l'Hospitalet de l'Infant | Modifica les dades a Wikidata |
|        | Castelló                                                | Vandellòs i l'Hospitalet de l'Infant                    | assentament humà                                                      |                                                                     | 41° 00′ 38″ N, 0° 50′ 57″ E / 41.010444°N,0.849079°E 388 msnm                    |                                            | Castelló (Vandellòs i l'Hospitalet de l'Infant)         | Modifica les dades a Wikidata |
|        | Central nuclear de Vandellòs                            | Vandellòs i l'Hospitalet de l'Infant                    | central nuclear                                                       | 1967                                                                | 40° 57′ 05″ N, 0° 52′ 00″ E / 40.95138889°N,0.86666667°E                         |                                            | Vandellòs Nuclear Power Plant                           | Modifica les dades a Wikidata |
|        | Central tèrmica Plana del Vent                          | Vandellòs i l'Hospitalet de l'Infant                    | central elèctrica de gas natural cicle combinat                       |                                                                     | 40° 57′ 34″ N, 0° 52′ 08″ E / 40.95944444444444°N,0.8688888888888889°E           |                                            | Plana del Vent Power Plant                              | Modifica les dades a Wikidata |
|        | Desembocadura del riu Llastres                          | Mont-roig del Camp Vandellòs i l'Hospitalet de l'Infant | zona humida                                                           | Superfície: 10.69ha                                                 | 40° 59′ 30″ N, 0° 55′ 54″ E / 40.9918°N,0.9318°E                                 |                                            | Desembocadura del riu Llastres                          | Modifica les dades a Wikidata |
|        | Forn de la Caseta del Bòria                             | Vandellòs i l'Hospitalet de l'Infant                    | forn de calç                                                          | Estil: arquitectura popular                                         |                                                                                  | bé integrant del patrimoni cultural català |                                                         | Modifica les dades a Wikidata |
|        | Fou de l'Escoda                                         | Vandellòs i l'Hospitalet de l'Infant                    | abric rocós                                                           |                                                                     | 40° 57′ 47″ N, 0° 50′ 00″ E / 40.9629347061743°N,0.833371544075514°E             |                                            |                                                         | Modifica les dades a Wikidata |
|        | Muntanyes de Tivissa-Vandellòs                          | Tivissa Vandellòs i l'Hospitalet de l'Infant            | espai d'interès natural àrea protegida Pla d'Espais d'Interès Natural | 1992 Llarg: 25.15km Superfície: 13947.71045ha                       | 40° 58′ 49″ N, 0° 49′ 16″ E / 40.98019444°N,0.82119722°E 728 msnm                |                                            | Muntanyes de Tivissa-Vandellós                          | Modifica les dades a Wikidata |
|        | Pedrera de Marfull                                      | Vandellòs i l'Hospitalet de l'Infant                    | pedrera                                                               |                                                                     | 40° 58′ 32″ N, 0° 52′ 08″ E / 40.9755335174676°N,0.86898205001237°E              |                                            |                                                         | Modifica les dades a Wikidata |
|        | Polígon industrial Les Tàpies                           | Vandellòs i l'Hospitalet de l'Infant                    | polígon industrial                                                    |                                                                     | 41° 00′ 37″ N, 0° 54′ 42″ E / 41.010266078947°N,0.911788577048011°E              |                                            |                                                         | Modifica les dades a Wikidata |
|        | Port de l'Hospitalet de l'Infant                        | Vandellòs i l'Hospitalet de l'Infant                    | port esportiu                                                         |                                                                     | 40° 59′ 20″ N, 0° 55′ 43″ E / 40.98893949194436°N,0.9284807426899696°E           |                                            | Port de l'Hospitalet de l'Infant                        | Modifica les dades a Wikidata |
|        | Torre de l'Hospitalet de l'Infant                       | Vandellòs i l'Hospitalet de l'Infant                    | torre de telegrafia òptica                                            |                                                                     | 40° 59′ 30″ N, 0° 55′ 20″ E / 40.991552013770225°N,0.9221067833187916°E          |                                            | Torre de l'Hospitalet de l'Infant                       | Modifica les dades a Wikidata |
|        | alzina de la Viuda                                      | Vandellòs i l'Hospitalet de l'Infant                    | arbre singular                                                        | Taxon: alzina (Quercus ilex) Ample: 23.3m Alt: 16m Perímetre: 4.53m | 41° 01′ 58″ N, 0° 49′ 29″ E / 41.032811°N,0.824634°E 339 msnm                    | arbre monumental                           | Alzina de la Viuda                                      | Modifica les dades a Wikidata |
|        | cala de Bea                                             | Vandellòs i l'Hospitalet de l'Infant                    | cala                                                                  |                                                                     | 40° 58′ 37″ N, 0° 54′ 10″ E / 40.976914°N,0.902729°E                             |                                            |                                                         | Modifica les dades a Wikidata |
|        | castell del Coll de Balaguer                            | Vandellòs i l'Hospitalet de l'Infant                    | castell                                                               |                                                                     | 40° 57′ 53″ N, 0° 52′ 17″ E / 40.9648476387222°N,0.871251021391938°E             |                                            |                                                         | Modifica les dades a Wikidata |
|        | golf de Sant Jordi                                      | l'Ampolla                                               | golf                                                                  |                                                                     | 40° 48′ 08″ N, 0° 43′ 10″ E / 40.80222222°N,0.71944444°E                         |                                            | Gulf of Sant Jordi                                      | Modifica les dades a Wikidata |
|        | mar Mediterrània                                        |                                                         | mar interior mar mediterrani conca hidrogràfica                       | Superfície: 2500000km² Profunditat: 5267 1541m Volum: 3839000km³    | 38° N, 17° E / 38°N,17°E 0 msnm                                                  |                                            | Mediterranean Sea                                       | Modifica les dades a Wikidata |